# Kustîne, Seredîna-Buda
Kustîne (în ucraineană Кустине) este un sat în așezarea urbană Znob-Novhorodske din raionul Seredîna-Buda, regiunea Sumî, Ucraina.

## Demografie
Componența lingvistică a localității Kustîne
     Ucraineană (89,39%)
     Rusă (10,61%)
Conform recensământului din 2001, majoritatea populației localității Kustîne era vorbitoare de ucraineană (89,39%), existând în minoritate și vorbitori de rusă (10,61%).